# Български възрожденски майстори
„Български възрожденски майстори: живописци, резбари, строители“ e капитален научен труд на Асен Василиев, излязъл в 1965 година.
Трудът е монументално изследване на българското възрожденско изкуство. В пет отделни глави са разгледани майсторите от Тревненската школа, майсторите от Македония – представители на Дебърската школа и други; представителите на Самоковската школа; представителите на Банската школа и образописци, резбари и строители от Странджанско и други места. В труда са проучени над 900 образописци, резбари и строители от Възраждането. Книгата е продукт на дългогодишно проучване на писмени документи от различни архиви, църковни кондики, частни писма, надписи върху сгради, икони, иконостаси, стенописи, надгробни паметници и разговори с живи майстори и техни наследници. Книгата е богато илюстрирана с репродукции на икони, стенописи, портрети на майстори и родословни дървета.